# Имагинифер
Имагинифер (лат. Imaginifer) — знаменосец римского легиона, нёс штандарт с изображением императора - имаго, который служил постоянным напоминанием о верности войска императору. Ранг имагинифера появился в легионах после того, как был основан культ императора во время правления Октавиана Августа. «Imago» представлял собой объёмный портрет из металла, который несли только в первой когорте.
Имагиниферы, как и все знаменосцы (signifer) римской армии, отличались звериными шкурами, надетыми на шлем, с завязанными на груди лапами. В легионах носили медвежьи и волчьи шкуры. Вооружение составляли меч (gladius) и кинжал (pugio). Защитная экипировка включала шлем, кольчугу или чешуйчатый доспех и небольшой круглый щит (parma).